# Africactenus depressus
Africactenus depressus är en spindelart som beskrevs av Keith Hyatt 1954. Africactenus depressus ingår i släktet Africactenus och familjen Ctenidae.
Artens utbredningsområde är Kamerun. Inga underarter finns listade i Catalogue of Life.